# Diputación Provincial de Gerona
La Diputación de Gerona (Diputació de Girona en catalán) es una institución pública que presta servicios directos a los ciudadanos y presta apoyo técnico, económico y tecnológico a los ayuntamientos de los 221 municipios de la provincia de Gerona, en la Comunidad Autónoma de Cataluña, España. Además, coordina algunos servicios municipales y organiza servicios de carácter supramunicipal. Tiene su sede en la ciudad de Gerona.

## Historia
La Diputación Provincial de Gerona comenzó a funcionar el 5 de mayo de 1822 en un edificio de la plaza del Vino (plaça del vi en catalán), esquina con la cuesta del Puente de Piedra, duró dieciséis meses hasta 1823 y no volvió a ponerse en marcha hasta que llegó de nuevo el Régimen Liberal en 1836. El 1924, en plena dictadura de Primo de Rivera, se disuelve la Mancomunidad y los diputados pasan a ser escogidos a dedo. La reticencia al catalanismo durante este periodo hace que la Diputación se dedique a otros ámbitos, como la redacción de los estatutos de la Caja de Ahorros Provincial, la compra de baños árabes o la política sobre ferrocarriles.
Con la caída de la dictadura de Primo de Rivera y la instauración de la II República Española se producen una serie de cambios, aparte de la recuperación de la autonomía catalana y la reinstauración de la Generalitat: desde el 14 de abril de 1931 todos los documentos pasan a redactarse en catalán y dejan de ser escritos a mano para pasar a ser mecanografiados, y la Diputación se disuelve para pasar a ser una comisaría delegada de la Generalitat. Una de las prioridades de esta época fue la enseñanza de la lengua catalana. Además, hay una fructífera actividad en el terreno patrimonial (obras a Sant Pere de Rodes, Santa Maria de Vilabertran y en la ciudadela de Roses, por ejemplo).
Durante el franquismo, la Diputación otorgó a Francisco Franco diversos reconocimientos: el nombramiento de Hijo Adoptivo de la Provincia de Gerona y la Gran Cruz Laureada de San Fernando al poco de terminar la Guerra Civil, el nombramiento de Presidente de Honor de la Diputación el 18 de febrero de 1944 y la medalla de oro de la provincia en 1959. Esta última distinción fue retirada el 26 de julio de 2005.
Desde de la muerte del dictador Franco el 1975 y hasta a las primeras elecciones municipales democráticas de 1979, los miembros de la Diputación siguen sin ser escogidos por las urnas; en este periodo destacan el inicio del proyecto del Museo de Arte y se constituye el Patronato de Turismo de Gerona. El primer presidente democrático fue Joan Vidal Gayolà; desde el 1980 las actas se vuelven a redactar en catalán, se crean nuevos planes de ayuda para los Ayuntamientos, políticas para mejorar la cobertura telefónica y televisiva, mejora de servicios o proyectos en el ámbito del patrimonio.

## Composición
Integran la Diputación Provincial, como órganos de gobierno: el presidente, los vicepresidentes, la Corporación, el Pleno y las comisiones informativas.
Tras las elecciones municipales de 2023, la Diputación quedó así:
| Actual distribución de la Diputación tras las elecciones municipales de 2023 | Actual distribución de la Diputación tras las elecciones municipales de 2023 | Actual distribución de la Diputación tras las elecciones municipales de 2023 | Actual distribución de la Diputación tras las elecciones municipales de 2023 | Actual distribución de la Diputación tras las elecciones municipales de 2023 |
| Partido político                                                             | Votos                                                                        | %                                                                            | Diputados                                                                    |                                                                              |
| ---------------------------------------------------------------------------- | ---------------------------------------------------------------------------- | ---------------------------------------------------------------------------- | ---------------------------------------------------------------------------- | ---------------------------------------------------------------------------- |
| Junts per Catalunya-Compromís Municipal (JUNTS-CM)                           | 80.613                                                                       | 28,34%                                                                       | 10                                                                           |                                                                              |
| Esquerra Republicana de Catalunya-Acuerdo Municipal (ERC-AM)                 | 64.771                                                                       | 22,77%                                                                       | 8                                                                            |                                                                              |
| Partido de los Socialistas de Cataluña-Candidatura de progreso (PSC-CP)      | 40.050                                                                       | 14,07%                                                                       | 5                                                                            |                                                                              |
| Candidatura d'Unitat Popular (CUP)                                           | 23.251                                                                       | 8,17%                                                                        | 2                                                                            |                                                                              |
| Tots per l'Empordà (Txl’E)                                                   | 12.787                                                                       | 4,49%                                                                        | 1                                                                            |                                                                              |
| Independientes de la Selva (IdSELVA)                                         | 8.071                                                                        | 2,83%                                                                        | 1                                                                            |                                                                              |

### Distribución de escaños por partidos judiciales
| Partido judicial       |    |   |   |   | Txl’E | IdSELVA | Diputados |
| ---------------------- | -- | - | - | - | ----- | ------- | --------- |
| Figueras               | 2  | 1 | 1 |   |       |         | 4         |
| Gerona                 | 3  | 2 | 2 | 2 |       |         | 9         |
| La Bisbal del Ampurdán | 1  | 2 | 1 |   | 1     |         | 5         |
| Olot                   | 1  | 1 |   |   |       |         | 2         |
| Puigcerdá              | 1  |   |   |   |       |         | 1         |
| Santa Coloma de Farnés | 2  | 2 | 1 |   |       | 1       | 6         |
| Total                  | 10 | 8 | 5 | 2 | 1     | 1       | 27        |